# Heinz Kraschutzki
Heinz Kraschutzki (Gdańsk, 20 d'agost de 1891 - Füssen, 27 d'octubre de 1982) va ser un pacifista i antifeixista alemany.

## Biografia

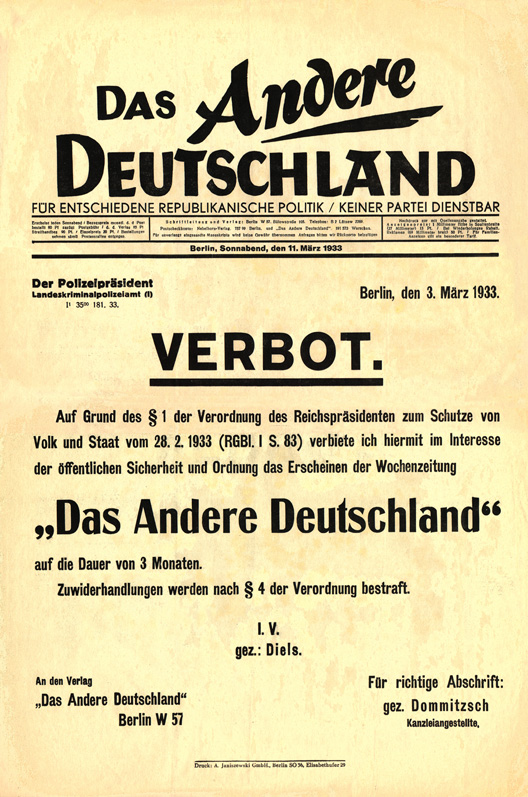

Kraschutzki era redactor en cap de la revista Das Andere Deutschland («L'altra Alemanya»), des d'on va desvetllar documents secrets referents als nazis i al rearmament secret del seu país, operació il·legal car estava prohibida per les disposicions del Tractat de Versalles.
La història de la persecució i detenció de Kraschutzki va tenir lloc en l'època de la Guerra Civil Espanyola (1936-39), quan les relacions entre la Falange i simpatitzants nacionalsocialistes es van intensificar. Va ser més o menys en aquesta època que Kraschutzki va conèixer el pacifista búlgar Theodor Michaltscheff de la Internacional de Resistents a la Guerra.
En el seu llibre Memòries dels presons de la Guerra Civil a Mallorca presenta passatges rellevants per a la historiografia europea d'abans de la Segona Guerra Mundial. Perseguit per la Gestapo i desnacionalitzat, Kraschutzki va haver de fugir d'Alemanya. Es va refugiar a Cala Rajada, al Llevant de Mallorca, on es va retrobar amb la seva família i va crear una empresa relativament pròspera d'espardenyes de ràfia. Tanmateix, segons l'escriptor Miquel Duran, el cònsol alemany Hans Dede va ser el perpetrador de la persecució de Kraschutzki.
Kraschutzki va conèixer la presó de Can Mir i la presó del castell de Bellver i allà va conviure amb els presoners republicans. La paradoxa del seu cas és que si hagués estat excarcerat i extradit al seu país segurament hagués estat assassinat pel règim nazi. El fet de ser un pres de Francisco Franco, encara que denunciat per un alemany, li va salvar probablement la vida.
Germà Garcia Boned, traductor de les memòries de Kraschutzki, assenyala l'existència del llibre Spione und Verschwörer in Spanien («Espies i conspiradors a Espanya») de Franz Spielhagen, on s'esmenta un tal baró von Behr, un alemany que després del Cop d'estat del 18 de juliol va tenir a Palma funcions oficials, va col·laborar estretament amb el Conde Rossi i va perseguir el pacifista alemany. El més curiós del cas Kraschutzki és que es va arribar a publicar la notícia del seu afusellament, encara que després es va saber que la diplomàcia anglesa hi havia intercedit. Els membres anglesos de la Internacional dels Resistents a la Guerra van sol·licitar que restés a l'empara del govern britànic. En lloc de ser condemnat a mort, se'l va castigar a 30 anys de presó. Amb aquest resultat: «El govern franquista assegura a les autoritats alemanyes que no l'alliberaran mai».

## Obres
- Memòries als presons de la Guerra Civil a Mallorca. Ed. Miquel Font., Palma, 2004. ISBN 978-84-7967-089-4